# Bedieningscentrale bruggen en sluizen

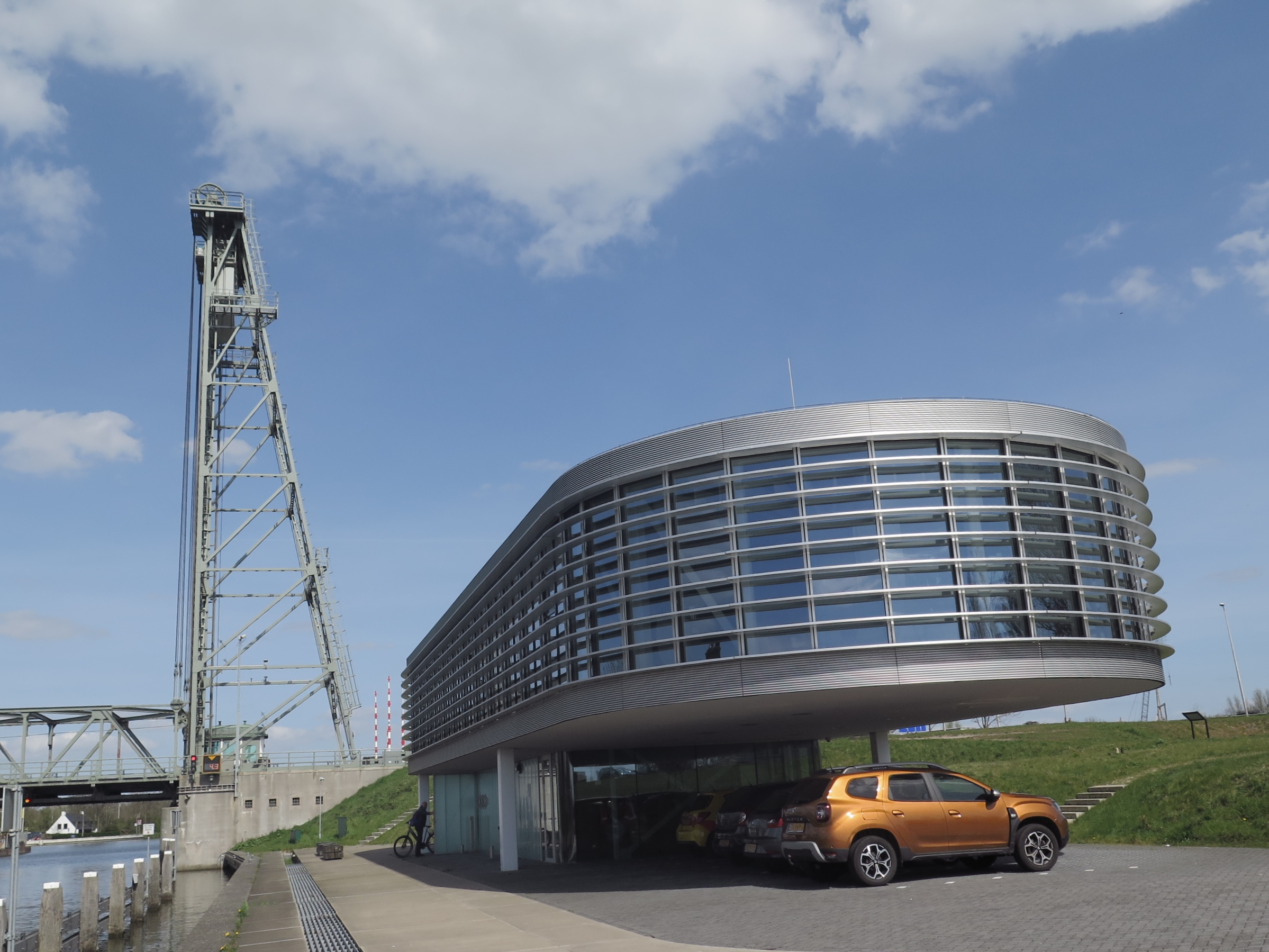
Brugbedieningscentrum Steekterpoort te Alphen aan den Rijn

Een bedieningscentrale- of bedieningscentrum van bruggen en sluizen is een plek van waaruit bruggen en sluizen op afstand worden bediend. Dit betekent dat bruggen en sluizen niet lokaal worden bediend, maar vanuit een centrale of dat bij een andere brug of sluis meerdere objecten worden bediend. De schepen kunnen op hun traject worden gevolgd waardoor de bediening van de bruggen en sluizen op elkaar kan worden afgestemd. Hierdoor is een efficiëntere bediening mogelijk en kan hinder voor zowel het wegverkeer als scheepvaartverkeer worden beperkt. Dit wordt een Blauwe Golf genoemd. Bij centrale bediening dienen bruggen gemonitord te worden door middel van videocamera's. De brugopening kan vervolgens op afstand worden bestuurd. De communicatie tussen brug en bedieningscentrum moet snel en betrouwbaar zijn. 
De Nederlandse provincie Zuid-Holland vond in 2006 de stand van de techniek ver genoeg om bruggen en sluizen door middel van glasvezelcommunicatie op afstand bestuurbaar te maken. Daartoe werden ze stapsgewijs op een eigen netwerk aangesloten. 
In de praktijk faalt de bediening op afstand af en toe. Het wegverkeer moet soms langer wachten dan nodig is. Bij een lokaal bediende brug sluit de brugwachter de afsluitbomen vaak efficiënter. Bij op afstand bedienbare bruggen zijn vaker verkeersongelukken en storingen waardoor stremmingen optreden van weg- en scheepvaartverkeer.

## Brugbedieningscentra in Nederland
- Provincie Zuid-Holland
  - Bedieningscentrale Leidschendam
  - Bedieningscentrale De Waard te Leiden
  - Brugbedieningscentrum Steekterpoort te Alphen aan den Rijn
- Provincie Noord-Holland
  - Bedieningscentrale Heerhugowaard
  - Bedieningscentrale Zaandam
  - COB Amsterdam, tot 2021, daarna weer lokale bediening